# Dolmen von Vrångstad

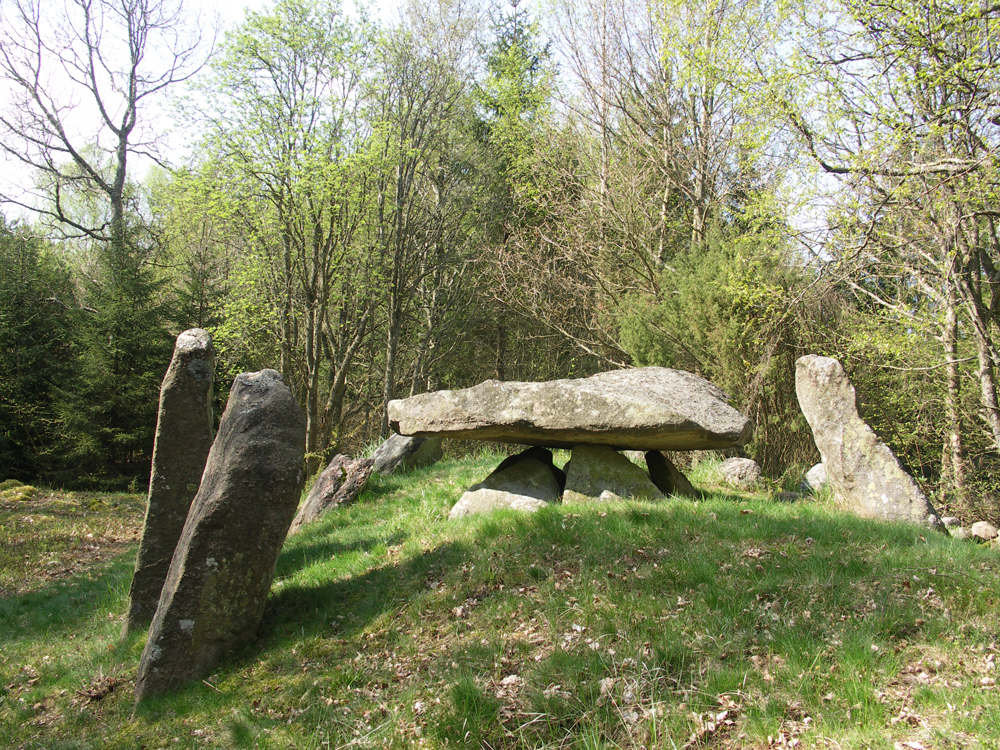
Der Dolmen von Vrångstad

Der Dolmen von Vrångstad (schwedisch Stendös vid Vrångstad oder Bottna 1 genannt) liegt bei Kallsängen in der Provinz Bohuslän in Schweden nur wenig südwestlich der Felsritzungen von Kallsängen. Er entstand zwischen 3500 und 2800 v. Chr. als Megalithanlage der Trichterbecherkultur (TBK).
Der Dolmen (schwedisch Dös) vom Typ Polygonaldolmen liegt als Querlieger in einem Hünenbett, dessen Hünenbewtt noch gut und dessen partiell recht große Randsteine noch teilweise erhalten sind. Der allseits überstehende Deckstein liegt auf verhältnismäßig kleinen Tragsteinen, die eine kleine Kammer bilden. 
Auf dem zugehörigen Gräberfeld liegen 90 Monumente, darunter zwei Steinkreise (schwedisch domarringar) aus der Eisenzeit mit acht und elf Steinen; das Ganggrab von Tyfta und ein Hügelgräberfeld mit Bautasteinen (schwedisch Resta stenar).

Dolmen von Vrångstad
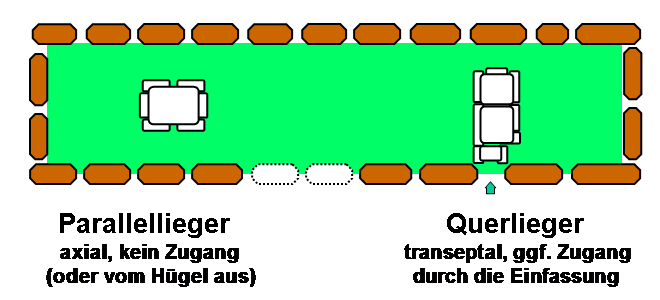
Querlieger rechts
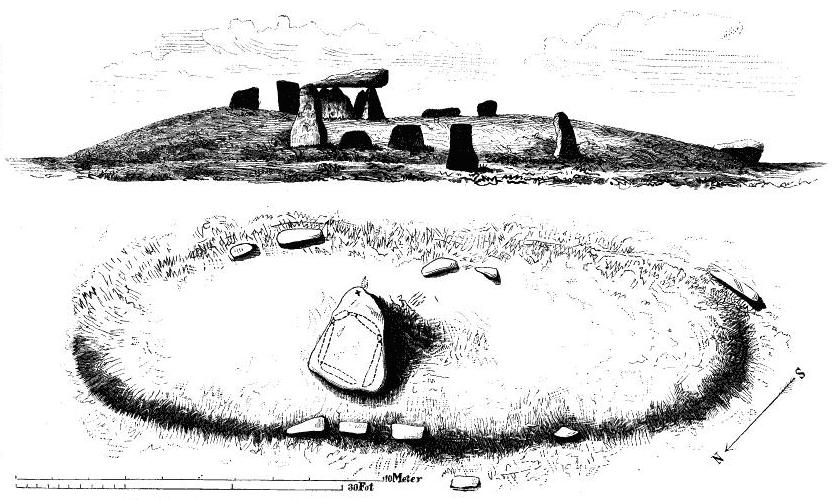
Alter Stich
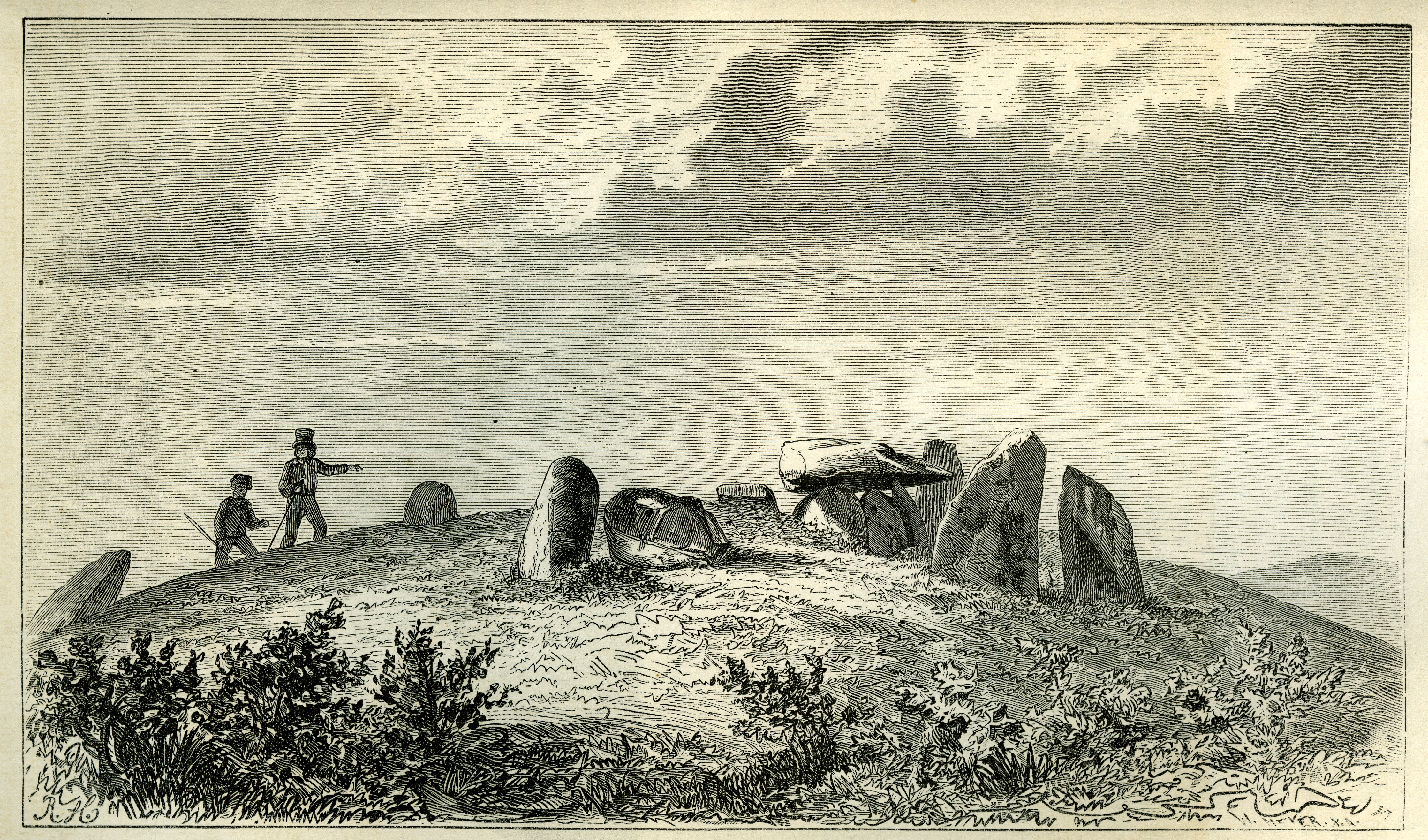
Alter Stich – Oscar Montelius 1877
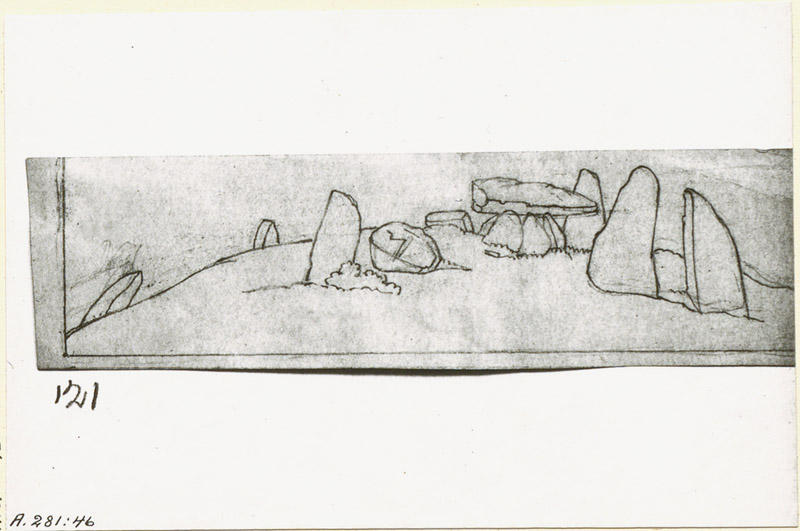
Alter Stich
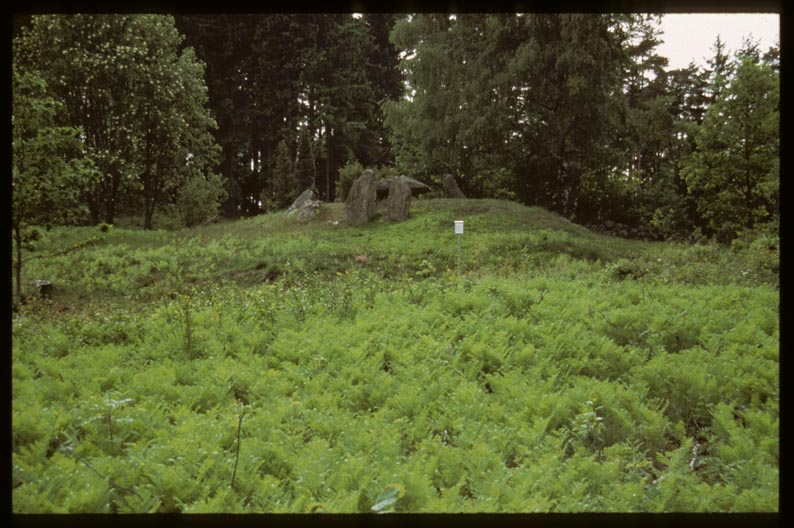
Dolmen von Vrångstad